# Vakuumfüller
Ein Vakuumfüller ist eine Abfüllmaschine zur Abfüllung pastöser Massen. Die Bewegung der pastösen Massen wird mit Hilfe eines Flügelzellenförderwerkes unter Vakuumeinfluss erzeugt.

## Problemstellung
Die Gewichtsegalisierung von Fertigpackungen auf dem Lebensmittelmarkt, insbesondere im Bereich viskoser bzw. pastöser Produkte, stellt höchste Ansprüche an eine reproduzierbare Genauigkeit von Füll- und Portioniersystemen. Um dies zu realisieren, müssen technische oder technologische Aspekte, aber auch produktspezifische Eigenschaften beachtet werden. Neben den genannten Gegebenheiten sind Anforderungen an die Qualität eines Endproduktes ausschlaggebend für die Auswahl oder Umsetzung einer technischen Prozesslösung. Mit der Entwicklung von Vakuumfüllmaschinen ist es gelungen, die Anforderungen technischer und qualitativer Art aufeinander abzustimmen.
Im Lebensmittelbereich wird die Bewegung oder der Transport von Fluiden technisch mit Hilfe von Pumpen realisiert. Umgangssprachlich wird dies als Füllen, Befüllen oder Portionieren bezeichnet. Es werden unterschiedliche Typen von Pumpen, je nach Art der zu bewegenden Füllgüter, eingesetzt. Für viskose Massen finden häufig Vakuumfüller mit Flügelzellenförderwerken und Vakuumzuführung Anwendung. Mit Hilfe eines Fülltrichters mit Zuführeinrichtung, eines Flügelzellenförderwerks unter Vakuumeinfluss und entsprechender Volumenverdrängung im Pumpengehäuse wird der Transport der Massen realisiert. Grundsätzlich handelt es sich hierbei um ein volumetrisches Förderprinzip. Dies bedeutet, dass ein bestimmtes Gewicht über ein Volumen definiert wird.
Neben den Flügelzellenförderwerken, auch Drehschieberpumpen genannt, gibt es auch Schneckenförderwerke mit Förderkurven, Zahnradförderwerke oder evakuierte Hubzylinder. Bei allen wird der Transport über Volumenverdrängung unter Vakuumeinfluss realisiert.
Vakuumfüller sind traditionell in der Fleischverarbeitung, aber auch in anderen Lebensmittelbereichen zu finden. Auch im Nichtlebensmittelbereich gibt es Anwendungen. Generell sind über Vakuumfüller pastöse und kompressible Massen füllbar.

## Geschichte
Der erste Vakuumfüller wurde vermutlich bereits in den frühen 1960er Jahren entwickelt. Aus den frühen 1970er Jahren sind Patente wie das der „Hydraulisch arbeitende Wurstfüll- und Abdrehmaschine“ bekannt. Ein Jahr früher wurde bereits für den Vakuumfüller die Fördereinrichtung patentiert. Und aus 1972 ist ein Patent zur Regelung des Förderdrucks bekannt.

## Voraussetzungen/Einflüsse
Die Pumpfähigkeit viskoser oder pastöser Massen hat einen entscheidenden Einfluss auf die zuverlässige Funktion eines Vakuumfüllers. Füllgüter im Lebensmittelbereich können mit Hilfe unterschiedlicher Eigenschaften hinsichtlich ihrer Pumpfähigkeit („Füllbarkeit“) charakterisiert werden. Diese sind unmittelbar physikalisch messbar oder beschreiben sensorische Merkmale.

### Gasanteil/Dichte
Der Gasanteil wird auch mit „Luftgehalt“ bezeichnet. Dieser Luftgehalt eines Fluids ist der prozentuale Anteil der bei Zerkleinerungs- oder Mischvorgängen eingetragenen Luft. Er ist mit speziellen Hilfsmitteln messbar und steht in unmittelbarem Zusammenhang mit der Dichte eines Fluids.

### Kompressibilität
Die Kompressibilität ist abhängig vom Luftgehalt eines Fluids. Hohe Kompressibilität geht einher mit einem hohen Gasanteil des Fluids.

### Viskosität
Die Viskosität ist ein Maß für die Zähflüssigkeit eines Fluids. Je größer die Viskosität, desto dickflüssiger, hochviskoser (weniger fließfähig) ist das Fluid; je niedriger die Viskosität, desto dünnflüssiger, niedrigviskoser (fließfähiger) ist es. Hochviskose Füllgüter in der Lebensmittelverarbeitung sind vor allem im Fleisch-, Backwaren- oder Conveniencebereich zu finden. Landläufig werden hochviskose Medien auch als pastös bezeichnet.
Die Fließfähigkeit ist Grundvoraussetzung für die Pumpfähigkeit eines Fluids. Die Viskosität kann auch mit entsprechenden rheologischen Messgeräten bestimmt werden. Im Lebensmittelbereich ist die Viskosität in erster Linie abhängig vom Flüssigkeitsgehalt des Füllgutes.

### Temperatur
Die Temperatur ist für die Pumpfähigkeit entscheidend, da diese die Viskosität, aber auch die Produktqualität direkt beeinflusst.

### Stückigkeit, Faserigkeit, Dimension der Einlagepartikel
Spezifische sensorische Eigenschaften eines Füllgutes haben großen Einfluss auf die Beurteilung der Füllbarkeit und der Einhaltung des genauen Gewichts.

### Gewichtsgenauigkeit
Mit Hilfe der modernen Abfülltechnik im Lebensmittelbereich ist ein genaues Portionieren bis zu 1 % Abweichung, bezogen auf das geförderte Volumen einer Portion, möglich.

## Funktionsweise
Das zentrale Element eines Vakuumfüllers ist das Vakuumfüllprinzip. Die Zuführung des Füllgutes in das Förderwerk erfolgt einerseits mechanisch über einen Trichter mit aktiv angetriebener Zuführkurve, andererseits über einen vertikalen „Vakuumsog“. Vorevakuierte Kammern eines Flügelzellenförderwerks bewegen sich unter den Fülltrichter. Der durch das Evakuieren entstandene Druckunterschied relativ zum Umgebungsdruck (Unterdruck) sorgt für die Befüllung der Kammern mit Masse. Bewegt sich das Förderwerk kontinuierlich, so kann ein kontinuierlicher Füllstrom erzeugt werden.
Die Portionierung erfolgt durch getaktete Bewegungen des Förderwerkes. Jede Kammer des Förderwerkes besitzt ein bestimmtes Volumen. Die Portion wird durch den Rotationsweg des Rotors definiert. Die Einstellung eines Portionsvolumens erfolgt somit durch die Multiplikation des Rotationsweges des Rotors mit der Anzahl der darin enthaltenen Förderwerkskammern innerhalb der Steuerung. Das Portionsgewicht muss mit Hilfe einer Waage über den Parameter Portionsvolumen an der Steuerung ermittelt werden.

### Aufbau und technische Voraussetzungen
Vakuumfüller werden hauptsächlich im Lebensmittelgewerbe und in der Lebensmittelindustrie eingesetzt. Für die konstruktive Auslegung einer Maschine im Lebensmittelbereich gelten aufgrund entsprechender Hygieneansprüche bzw. Hygienevorschriften besondere Kriterien. Hierzu zählen z. B. leichte Zerlegbarkeit, ebene Flächen, hinterspülbare Dichtungen, Vermeidung von Toträumen, ergonomische Formen, geringe Teilevielfalt oder detektierbare bzw. lebensmittelechte Werkstoffe. Hinzu kommen relativ aggressive Umgebungsbedingungen, wie z. B. reaktive Reinigungsmittel, reaktive bzw. abrasive Füllmedien, intensive Hochdruckreinigung oder extreme Umgebungstemperaturen.
Vakuumfüller sind deshalb zu einem hohen Anteil aus Edelstahl in sehr robuster Konstruktionsweise gefertigt. Bewegliche Teile sind leicht zerlegbar und können einzeln gereinigt werden.
Neben den mechanischen oder konstruktiven Aspekten sind auch komplexe elektronische Komponenten in einem Vakuumfüller zu berücksichtigen.

#### Förderwerk mit Fülltrichter
Das Förderwerk besteht im Wesentlichen aus einem starren Pumpengehäuse mit aufgelegter Seitenscheibe, die am schwenkbaren Trichter befestigt ist, und einem herausnehmbaren Rotor mit Pumpenflügeln und Spannexzenter. Je nach Maschinengröße gibt es unterschiedliche Förderwerksgrößen mit entsprechend maßlich angepassten Teilen. Zur Reinigung und Zerlegung der mit Füllgut in Kontakt tretenden Flächen und Teile kann der Trichter abgeklappt werden. Im Pumpengehäuse befindet sich der angetriebene Rotor mit entsprechender Anzahl an Schlitzen, in denen Pumpenflügel bei geschlossener Maschine, abgestützt durch den Spannexzenter, sogenannte Kammern oder Zellen mit definierten Volumina bilden. Eingeleitet durch die Rotorbewegung beim Start der Maschine, bewegen sich die Kammern in Richtung Förderwerksauslauf und sorgen somit für einen definierten Volumenstrom. Die Gewichtsgenauigkeit eines Förderwerks ist unter anderem von der Fertigungspräzision der Teile beziehungsweise deren Verschleiß abhängig.

#### Vakuumsystem
Die Befüllung der Kammern erfolgt durch Evakuierung des Förderwerkes. Über den Ansatz von Vakuum über eine Vakuumpumpe werden die Füllgüter schonend aus dem Trichter in das Förderwerk gesogen, sobald sich eine evakuierte Kammer unter den Fülltrichter bewegt. Geschützt wird die Vakuumpumpe durch einen integrierten Wasserabscheider. Die Vakuumhöhe ist je nach Füllgut einstellbar.
Neben dem Effekt der Zuführung wird das Füllgut gleichzeitig zu einem gewissen Grad evakuiert (etwa 2–4 %). Das heißt, der Luftanteil des Füllgutes sinkt, das Füllgut wird dichter.

#### Zuführung
Unter Zuführung im Zusammenhang mit Vakuumfüllern versteht man die aktive Förderung der Füllmedien in Richtung Trichterunterteil zur Unterstützung des Vakuumansatzes innerhalb des Fülltrichters. Realisiert wird die Zuführung durch den Einsatz sogenannter beweglicher Zuführkurven mit Schaber bzw. starren Gegenhaltekurven. Die Zuführkurve wird synchron zur Rotation des Rotors angetrieben. Bedingt durch die spezielle Geometrie beider Kurven und die parallele Rotationsbewegung, wird das Füllmedium vertikal in Richtung Förderwerk bewegt. Die notwendige Intensität der Zuführung ist abhängig von der Viskosität der zu füllenden Medien. Bei niederviskosen Medien ist eine geringere aktive Zuführung notwendig als bei hochviskosen. Somit gibt es verschiedene Kombinationen oder Ausführungen der zuführenden Teile.

#### Maschinenständer
Die Basis eines Vakuumfüllers ist der sogenannte Maschinenständer. Dieser ist komplett aus Edelstahl nach hygienischen Gesichtspunkten gefertigt. Der kompakte Maschinenständer ist so ausgelegt, dass ein einfacher Transport mit Hubgeräten möglich ist.

#### Hebevorrichtung
Hebevorrichtungen dienen der Beschickung des Fülltrichters mit Normwagen. Diese können entweder fest an den Vakuumfüller angebaut sein oder aber als Masthebevorrichtung separat neben dem Vakuumfüller platziert sein. Hebevorrichtungen können hydraulisch oder elektrisch betrieben sein.

#### Steuerung und Antriebe
Für den Betrieb eines Vakuumfüllers ist eine computergestützte Steuerung für unterschiedliche Aufgaben notwendig. In der Regel sind in Vakuumfüllern mehrere Antriebe für die unterschiedlichsten Anwendungen verbaut. Bei den modernsten Vakuumfüllergenerationen sind die Antriebe über Servomotoren und entsprechende Bus-Systeme realisiert.

#### Verschlusseinrichtungen
Für die Produktion von Einzelportionen aus einer homogenen Masse über ein Förderwerk ist immer eine synchron mit dem Portionsausstoß angesteuerte, portionstrennende „Verschlusseinrichtung“ am Förderwerksauslass notwendig. Dies können Abdreheinrichtungen für Würstchen, Clipmaschinen für Portionswürstchen, Dosierventile für Becher oder Dosen, Abschneideeinrichtungen für Teige oder auch Formeinrichtungen für Klößchen sein.

### Weitere Förderwerksprinzipien
Vakuumfüller können generell mit unterschiedlichen Förderwerken ausgestattet sein. Der grundsätzliche Maschinenaufbau mit Trichter, Vakuumsystem, Zuführeinrichtung, Maschinenständer, Hebevorrichtung, Steuerung und Verschlusseinrichtung ist jedoch prinzipiell sehr ähnlich. Je nach Anwendung haben die Förderwerkstypen Vor- und Nachteile.

#### Schneckenförderwerk mit Förderkurven
Bei einem Schneckenförderwerk bilden zwei gegenläufige Schnecken innerhalb eines Gehäuses Kammern, die bei Rotation der Schnecken in Pumprichtung bewegt werden. Das Füllgut wird hier ebenfalls mit Hilfe von Vakuum und mechanischen Zuführeinrichtungen in das Schneckenförderwerk bewegt.

#### Zahnradförderwerk
Ein äußerer Zahnkranz wird angetrieben und dreht ein Innenzahnrad mit. Die Zahnräder bilden gegeneinander Kammersegmente. Der Kammerinhalt wird durch die Verzahnung transportiert und im Auslassbereich verdrängt und ausgestoßen.

#### Förderung über Hubzylinder
Die Förderung über alternierend bewegte Hubzylinder ist das einfachste Förderwerksprinzip. Die Volumendefinition erfolgt durch die Geometrie der Zylinder, wobei die Portionsgröße durch die Anzahl der Hübe festgelegt wird.

### Trichtervakuumsysteme
Das zusätzliche Anlegen eines Trichtervakuums ist eine Abwandlung des Vakuumfüllers. Hierbei ist das Vakuumsystem durch eine zusätzliche Vakuumpumpe speziell für den Trichter erweitert. Der Fülltrichter ist geschlossen und besitzt eine Verbindung zu einem vorgeschalteten Reservoir. Durch das im Fülltrichter anliegende Vakuum kann Füllgut aus dem Reservoir in die Füllmaschine gesaugt werden. Dabei wird das Füllgut zusätzlich intensiv evakuiert.

## Beispiele für viskose oder pastöse Massen
- Lebensmittel
  - Fleischerzeugnisse
    - Brüh-, Roh- und Kochwurst (Brät)
    - Roh- und Kochpökelwaren

  - Molkereierzeugnisse
    - Butter
    - Frischkäse oder Frischkäsezubereitungen
    - Käsebruch
    - Schmelzkäsezubereitungen
    - Joghurt

  - Fischereierzeugnisse
    - Fischbräte
    - Kaviar

  - Pflanzliche Erzeugnisse
    - Kartoffelerzeugnisse

  - Backwaren
    - Früchtebrot
    - Kuchenteige

  - Teigwaren
    - Teigtaschen
    - Nudelteig

  - Süßwaren
    - Marzipan
    - Schokoladenerzeugnisse
    - puddingartige Erzeugnisse

  - Feinkosterzeugnisse
    - Suppen
    - Soßen
    - Gewürze Marinaden
    - Feinkostsalate
    - Rohkosterzeugnisse mit faserigem Einlagematerial
    - Füllungen aller Art

- Chemikalien oder Nicht-Lebensmittel
  - Trinitrotoluol (TNT)
  - Technische Dichtungsmassen

## Problemstellungen und deren Lösungen
Beim Abfüllen von viskosen Medien können vielerlei Probleme auftreten. Oftmals sind diese produktbezogen und zeigen sich in der Erzeugung eines untypischen Erscheinungsbildes der zu füllenden Ware. Beispiele hierfür sind inhomogene Schnittbilder bei Wurstwaren oder zu starke Zerkleinerung von Einlagen beim Pumpvorgang.
Aber auch wirtschaftliche bzw. rechtliche Probleme können in Form von Gewichtsabweichungen oder Verletzung der vorgegebenen Qualitätsrichtlinien auftreten (z. B. Leitsätze für Fleischerzeugnisse).
Diese Probleme werden von verschiedenen Einflüssen, wie beispielsweise zu hoher Luftgehalt, zu hohe Viskosität, mangelnde Zuführung in das Fördersystem, Temperatur oder mechanische Einflüsse, wie Reibung oder Zerstückelung, verursacht.
Durch Anpassungen vorgelagerter Prozessschritte, Rezepturanpassungen, aber auch durch technische Modifikationen können die genannten Probleme beseitigt werden.

## Vorsatzgeräte

### Haltevorrichtungen
Haltevorrichtungen im Anwendungsfall Würstchenherstellung werden zum automatischen Abdrehen von Würstchen genutzt. Eine Haltevorrichtung besteht aus einer sich drehenden Abdrehtülle und einer dazugehörenden Wursthüllenbremse. Die Bewegung der Abdrehtülle wird von einem im Vakuumfüller integrierten Antrieb realisiert. Die Wursthüllenbremse sorgt für einen gleichmäßigen Abzug der Wursthüllen und damit für eine gleichmäßige Portionierung.

### Aufhängelinien

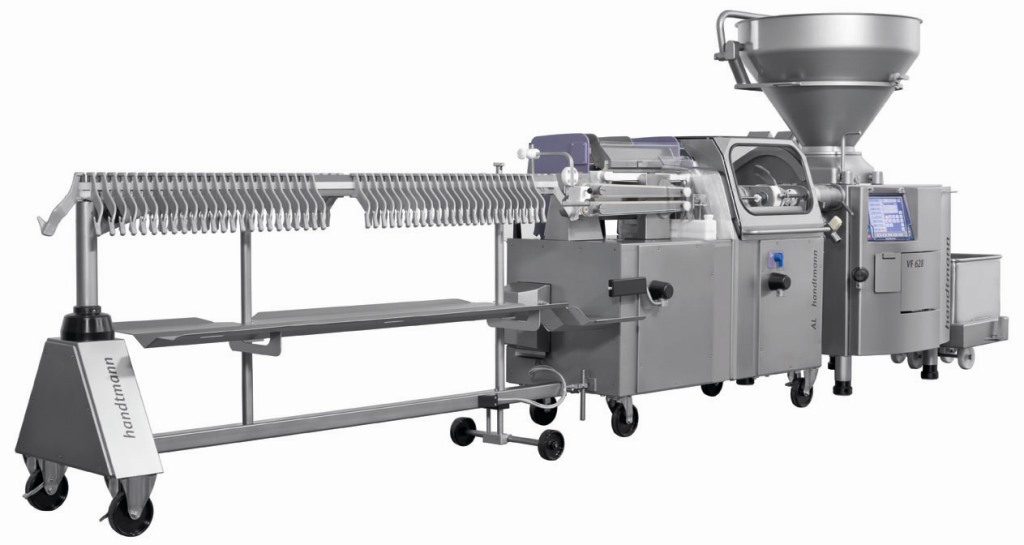
Vakuumfüller Aufhängelinie

Aufhängelinien im Anwendungsfall Würstchenherstellung sind Vorsatzgeräte zum Abdrehen und Aufhängen von Wurstportionen. Prinzipiell ist die Anwendung gleich wie bei einer Haltevorrichtung. Es können jedoch wesentlich höhere Füllleistungen erzielt werden. Aufhängelinien werden in unterschiedlichen Automatisierungsgraden realisiert.

### Schneidelinien
Schneidelinien im Anwendungsfall Würstchenherstellung haben grundsätzlich den gleichen Grundaufbau wie Aufhängelinien. Mit Schneidelinien können abgedrehte Wurststränge in Portionswürstchen vereinzelt werden.

### Clipmaschinen
Clipmaschinen für die Herstellung von Portionswürsten werden in Kombination mit Vakuumfüllern eingesetzt. Das Füllgut wird vom Vakuumfüller über ein an der Clipmaschine angeschlossenes Füllrohr und dazugehöriger Wursthüllenbremse in entsprechende Hüllen portioniert. Anschließend wird die Portion von der Clipmaschine mit Hilfe von Metallclipsen verschlossen. Teilweise werden auch zeitgleich Schlaufen zum Aufhängen der Portionen angebracht. Es können Wurstketten, aber auch Einzelportionen hergestellt werden.

### Formgeräte
Formgeräte werden für die Herstellung von geformten Produkten, wie Klößchen oder Burger, eingesetzt.
- Geräte zum freien Formen

Das Füllgut wird über eine Verrohrung mit angebauter Trenneinrichtung gefüllt. Die Trenneinrichtung und der Portionsausstoß sind so aufeinander abgestimmt, dass ein Formen des Füllstromes möglich ist. Die Trenneinrichtungen können Diaphragmen (Funktion ähnlich einer Photo-Irisblende; durch das Öffnen und Schließen wird während des Portionierens eine runde Form erzeugt), gegeneinander bewegliche Formmesser oder aber auch einfache Drahtschneider oder Klingen sein. Die Portion wird synchron zum Öffnen der Trenneinrichtung ausgestoßen. Zum Ende der Portion schließen sich die Trenneinrichtungen erneut synchron. Durch diesen synchronisierten, einstellbaren Ablauf können unterschiedliche Formen erzeugt werden. Die Produkte können direkt über Bänder der Verpackung oder der thermischen Behandlung zugeführt werden.
Die thermische Behandlung (Trocknen, Frosten, Kochen, Sterilisieren, Reifen, Dämpfen, Räuchern usw.) im Lebensmittelbereich steht als Überbegriff für die Einstellung und Konditionierung von Umgebungseinflüssen, wie Temperatur, relative Feuchte und Gas- bzw. Luftumwälzung, ggf. auch Luftaustausch mit dem Ziel, Lebensmittel haltbar oder genießbar zu machen.
- Geräte mit Form-Matrizen

Bei diesen Geräten wird das Füllgut in die Form-Matrizen (Kunststoffform, die gegen einen Boden befüllt wird) eingefüllt. Die befüllte Form wird aus dem Füllbereich „gefahren“, durch die gleichzeitige Scherbewegung vom Produktstrom getrennt und anschließend mechanisch oder pneumatisch auf Transportbehälter oder in Medien zur thermischen Behandlung ausgestoßen.

### Koextrudier-Geräte
Koextrusion bedeutet die synchrone Förderung zweier oder mehrerer Volumenströme mit dem Ziel, gefüllte Produkte (zum Beispiel Hackfleischbällchen mit Ketchupfüllung, Würstchen mit Senffüllung oder Kartoffelknödel mit Fleischfüllung) herzustellen. Grundsätzlich werden hierzu zwei oder mehrere Vakuumfüller benötigt. Koextrusionsgeräte werden im Bereich Formen, Clippen oder Abdrehen angeboten.

### ConPro-Systeme
Bei ConPro-Systemen (Continuous-Production-System) handelt es sich um spezielle kontinuierliche Koextrudier-Systeme zur Herstellung von Würstchen mit Alginathülle. Hierbei werden zwei Vakuumfüller synchron betrieben, wobei deren Füllströme in einen kontinuierlichen Volumenstrom vereinigt werden. Im weiteren Verlauf des Prozesses wird der kontinuierliche Strang in Einzelportionen oder Portionsketten geteilt. Ein Vakuumfüller pumpt das Füllgut, während der Zweite eine alginathaltige Paste als Hülle über einen Ringspalt aufdosiert. Diese wird von einer calciumionenhaltigen Fixierlösung verfestigt. Die Portionen können wahlweise je nach Automatisierungsgrad gehängt, gruppiert, einer kontinuierlichen thermischen Behandlung oder einer Verpackung zugeführt werden.
Die wesentlichen Vorteile der ConPro-Systeme zur klassischen Herstellung liegen darin, dass keine Wursthüllen bzw. Därme mehr gewechselt werden müssen. Bei einem ConPro-System entfallen die Darmwechselzeiten aufgrund der kontinuierlichen Koextrusion und maximieren somit die Füllzeit.

### Füllwölfe
Wölfe werden in der Fleischverarbeitung zum Zerkleinern von Fleisch genutzt und sind eigentlich in der Produktvorbereitung vor dem Füllprozess zu finden. Bei Füllwölfen ist ein Zerkleinerungswolf in den Füllstrom des Vakuumfüllers als Vorsatzgerät integriert. Die Prozessschritte Füllen und Zerkleinern sind somit in einer Maschine darstellbar. Das heißt, das Füllgut wird vom Vakuumfüller gefördert und während des Füllens innerhalb des Wolfes auf Endkörnung geschnitten. Wichtige Anwendung für Füllwölfe ist die Rohwurst- oder Frischwurstproduktion.

### Hackfleischlinien
Hackfleischlinien sind Kombinationen aus Vakuumfüllern, Füllwölfen und Geräten zur Trennung des Hackfleischstromes in Einzelportionen. Es wird ein kontinuierlicher, ausgeformter Volumenstrom auf ein Transportband gefüllt, wobei ein Trennmesser den Füllstrom in Portionen teilt. Die Portionen können dann direkt verpackt werden.

### Füllstromteiler
Mit einem Füllstromteiler kann ein einzelner Volumenstrom aus einer Pumpe in mehrere gleichwertige Ströme geteilt werden. In Füllstromteilern sind Förderwerke ähnlich einem Flügelzellenförderwerk verbaut. Füllstromteiler werden zum Beispiel für gleichzeitiges Dosieren mehrerer Gebinde benötigt.

### Ventile
Ventile oder Abschneidevorrichtungen werden als Verschlusseinrichtungen am Ende von Verrohrungen oder Füllstromteilern genutzt.

## Gewichtsregulation und Prozessdokumentation
Zur Dokumentation eines Füllprozesses auf Vakuumfüllern oder zur Überwachung von Füllgewichten können maschinenübergreifende elektronische Regel- und Dokumentationssysteme eingesetzt werden.